# Schloss Hüffe

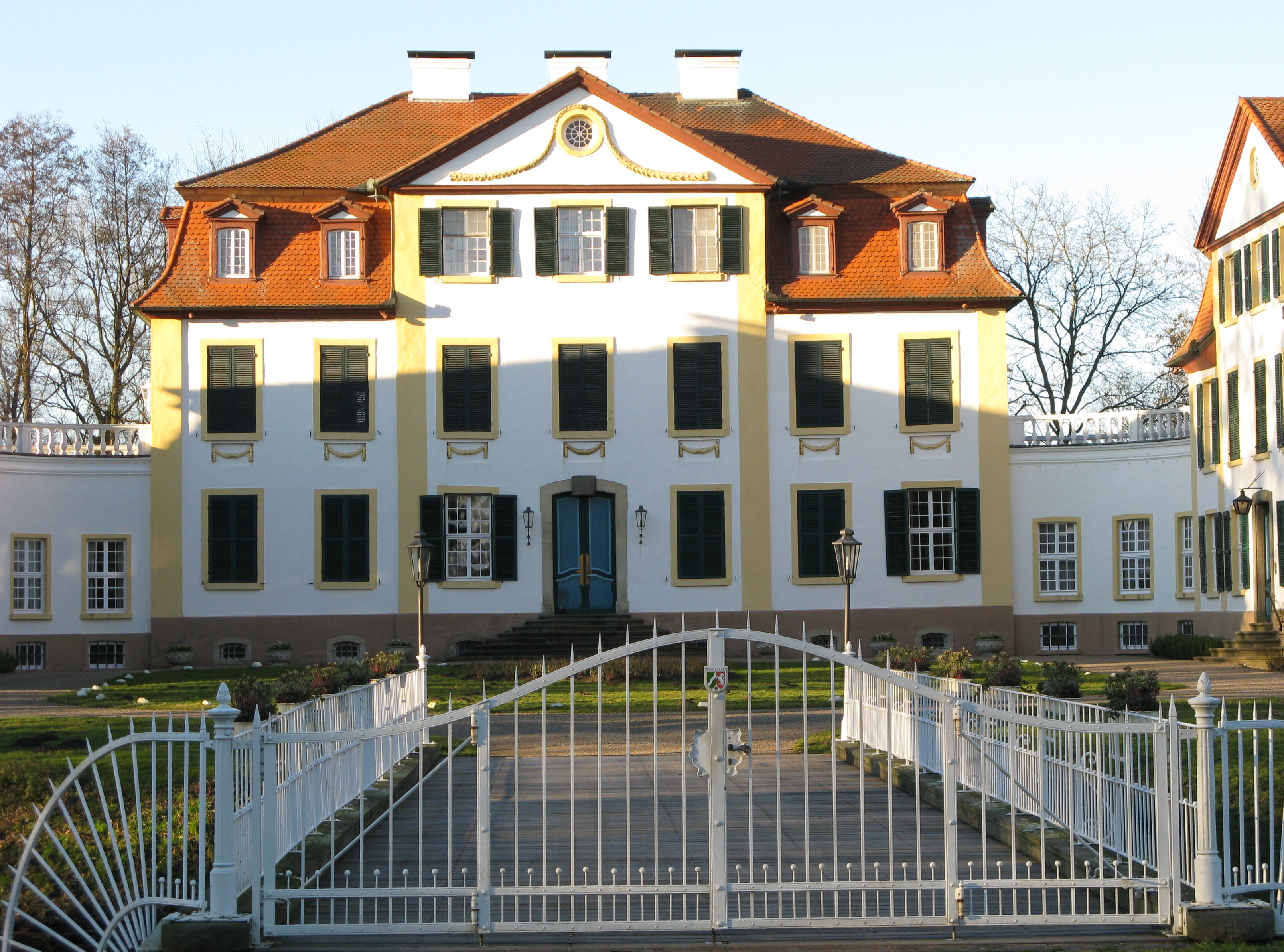
Mittelbau des Herrenhauses

Schloss Hüffe  ist ein mindestens auf das 15. Jahrhundert zurückgehendes Wasserschloss im Stadtteil Lashorst von Preußisch Oldendorf im Kreis Minden-Lübbecke. Die Anlage liegt südlich des Mittellandkanals in der Alsweder Niederung und ist rund 13,5 Hektar groß. Sie befindet sich in Privatbesitz.

## Geschichte

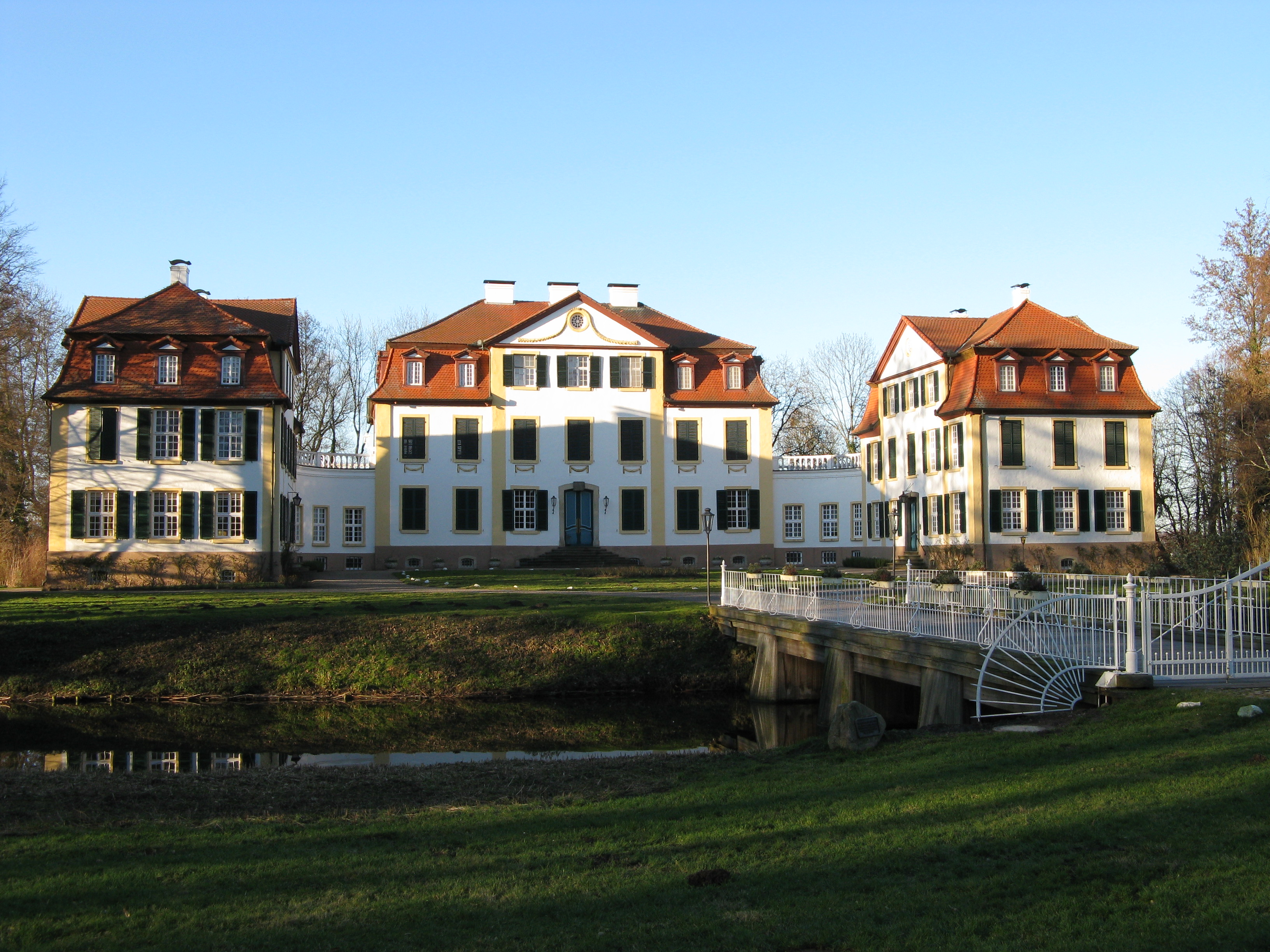
Herrenhaus und Gräfte

Die erstmalige Erwähnung eines Geschlechts „von Huffe“ entstammt einer Urkunde aus dem Jahr 1229. Der Bezug zu dem entsprechenden Hof zu Hüffe ist jedoch unsicher. Das Rittergut Hüffe wird erstmals sicher 1439 erwähnt. Genau wie das benachbarte Schloss Hollwinkel bildete es einen westlichen Randposten des Hochstifts Minden. Die ursprünglichen Eigentümer von Schloen, genannt Gehle, waren Besitzer dieser beiden Anlagen. Da gleichzeitig die ursprünglich nicht genau definierte Grenze zwischen der Grafschaft Ravensberg und dem Hochstift Minden durch die Gutsflächen lief, ist die Geschichte des Gutes bis ins 18. Jahrhundert von Territorial- und Erbschaftsstreitereien gekennzeichnet, die 1609 sogar vor dem Reichskammergericht ausgetragen wurden.
Oberst Christoph von Wrisberg, der von 1554 bis 1580 Gutsherr war, spielte als Landsknechtsführer eine große Rolle bei den Streitigkeiten mit den Eigentümern des Schlosses Hollwinkel. Diese Streitigkeiten wurden auch gewaltsam ausgetragen. Philipp Wilhelm von Cornberg kaufte im Jahr 1593 Schloss Hüffe. Erneut entspann sich ein Konflikt mit den Eigentümern von Schloss Hollwinkel, den von Cornberg schließlich mit Hilfe des hessischen Landgrafen für sich entschied. Da sich die Eigentümer von Schloss Hollwinkel, die Familie Schloen, genannt Gehle, beim Hochstift Minden Hilfe suchten, kam es fast zu einem Krieg mit Hessen-Kassel. Erst kurz vor seinem Tod, nach langen Prozessen und Vergleichsverhandlungen, konnte von Cornberg das Gut Hüffe für sich und seine Nachkommen sichern.
Friedrich Christian Arnold von Jungkenn, ein hessischer General und Kriegsminister, erwarb 1773 das marode Gut Hüffe im Tausch gegen Gut Lübrassen bei Bielefeld. Zwischen 1775 und 1784 wurden das Schloss und der Park in seiner heutigen Form errichtet. Von Jungkenn ist auf der Begräbnisinsel im Schlosspark beigesetzt. Da er kinderlos starb, erbte seine Nichte Frederike von Romberg und danach ihr einziger Sohn Friedrich von Vely-Jungkenn das Anwesen. Unter dem Freiherrn von Vely-Jungkenn wirkte Wilhelm Hohoff von 1871 bis 1886 als Kaplan auf Schloss Hüffe. Die Familie von Jungkenn blieb bis 1947 Eigentümerin der Anlage.
Eine Nichte der Familie von Jungkenn, die Freifrau von Vittinghoff-Schell, übereignete das Schloss 1947 dem Landesverband Westfalen-Lippe des Deutschen Roten Kreuzes, die Ländereien blieben aber zunächst im Familienbesitz. Das Rote Kreuz betrieb die Anlage als Erholungsheim für Kriegsheimkehrer und nutzte die Gebäude noch bis 1977 als Alters- und Pflegeheim. Im Jahr 1977 erwarb Hartmut Krukemeyer das Anwesen und investierte mehrere Millionen DM in die Restaurierung von Schloss, Parkgelände und umliegenden Gebäuden. Krukemeyer hatte 1970 am Stadtrand von Osnabrück eine Klinik eröffnet, aus der sich eines der größten privaten Krankenhausunternehmen, die Paracelsus-Kliniken, entwickelte. Er wurde 1990 mit dem Großen Bundesverdienstkreuz geehrt und starb 1994. Seine Witwe, Katharina Gräfin von Schwerin-Krukemeyer, war danach Eigentümerin und bewohnte das Schloss. Sie starb 2015. Alle in ihrem Testament genannten Erben schlugen das Erbe aus.
Im März 2019 erwarb ein Kaufmann aus dem Emsland das Schloss samt Nebengebäuden und Ländereien. Ende 2019 wurden das Schloss samt Park erneut verkauft, allerdings ohne den überwiegenden Teil der Ländereien.

### Gutsbezirk Hüffe
In den 1840er Jahren wurde im Amt Alswede des Kreises Lübbecke der Gutsbezirk Hüffe aus der Gemeinde Alswede ausgegliedert. Zum 1. Oktober 1928 wurde er wieder aufgelöst und in die damaligen Gemeinde Lashorst eingemeindet.

## Gebäude und Park

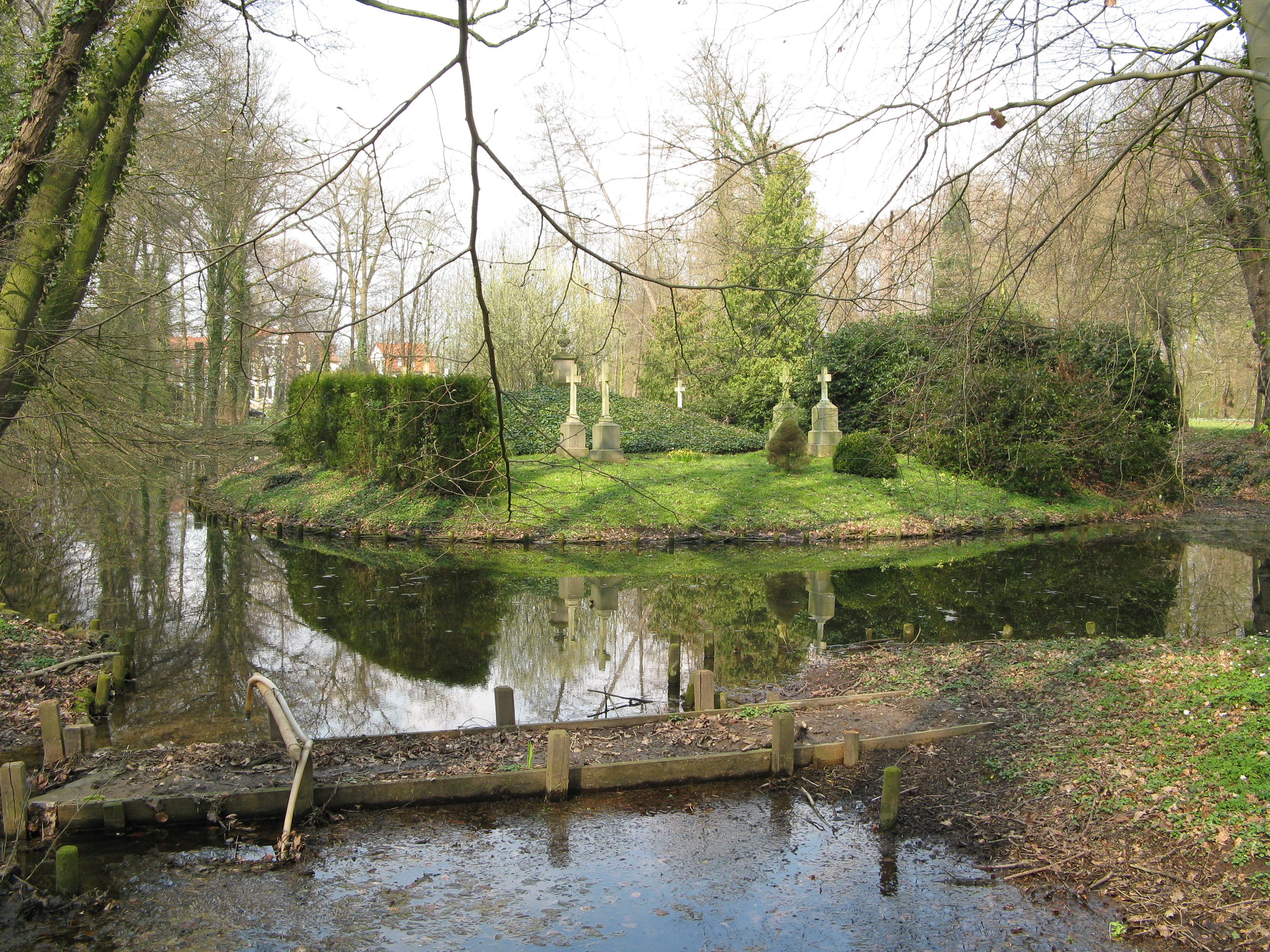
Begräbnisinsel im Schlosspark

Das heutige Herrenhaus wurde nach Abbruch eines Vorgängerbaus von 1774 bis 1782 auf einer Gräfteninsel erbaut. Der Entwurf stammt vermutlich vom Kasseler Oberbaudirektor Simon Louis du Ry. Es ist das einzige Bauwerk in der weiteren Umgebung, das im Stil des spätbarocken Klassizismus errichtet wurde. Im Gegensatz zur zurückhaltenden äußeren Gestaltung zeichnet sich das Innere durch reichhaltige Stuckaturen aus. Insbesondere der Spiegelsaal im Mittelbau ist hervorzuheben.
Der Park wurde durch den in Kassel tätigen Hofgärtner Pierre Bourguignon ab 1775 angelegt. Eine lange Sichtachse im Park gestattet den Blick bis hin zum Wiehengebirge.